# Линьер (кантон)
Линье́р (фр. Lignières) — кантон во Франции, находится в регионе Центр, департамент Шер. Входит в состав округа Сент-Аман-Монтрон.
Код INSEE кантона — 1818. Всего в кантон Линьер входят 9 коммун, из них главной коммуной является Линьер.

## Коммуны кантона
| Коммуна             | Население, чел. (1999) | Почтовый индекс | Код INSEE |
| ------------------- | ---------------------- | --------------- | --------- |
| Вильселен           | 106                    | 18160           | 18283     |
| Инёй                | 248                    | 18160           | 18114     |
| Ла-Сель-Конде       | 180                    | 18160           | 18043     |
| Линьер              | 1 588                  | 18160           | 18127     |
| Монлуи              | 120                    | 18160           | 18152     |
| Сен-Бодель          | 248                    | 18160           | 18199     |
| Сент-Илер-ан-Линьер | 523                    | 18160           | 18216     |
| Туше                | 297                    | 18160           | 18266     |
| Шезаль-Бенуа        | 977                    | 18160           | 18065     |

## Население
Население кантона на 1999 год составляло 4 287 человек.
| 1962  | 1968  | 1975  | 1982  | 1990  | 1999  | 2006 | 2007 |
| ----- | ----- | ----- | ----- | ----- | ----- | ---- | ---- |
| 5 538 | 5 871 | 5 408 | 5 051 | 4 579 | 4 287 | -    | -    |